# 飛鳥 (航空機)
NAL 飛鳥
岐阜かかみがはら航空宇宙博物館の飛鳥
- 用途：STOL研究機
- 分類：研究機
- 製造者：川崎重工業
- 運用者：航空宇宙技術研究所
- 初飛行：1985年10月28日
- 生産数：1機
- 運用状況：退役
- 原型機：C-1

飛鳥（あすか）は、航空宇宙技術研究所（NAL、現 JAXA航空技術部門）が1962年（昭和37年）から1989年（平成元年）にかけて開発したSTOL（短距離離着陸）飛行実験機の機種名。実験機であるため、製造は1機のみである。名称は公募により決定された。

## 開発推移
1962年（昭和37年）末頃から、航空宇宙技術研究所では今後取り上げるべき重点課題について議論がなされた。この中で、V/STOL機の研究開発が最重点課題として取り上げられ、実験機研究開発を含む具体的な研究を開始した。
1963年（昭和38年）からSTOL（垂直離着陸）機用超軽量リフトジェットエンジン（JR100）の研究開発に着手し、推力制御による高度制御試験、VTOL機の離着陸を想定したフライングテストベッドによるFTB試験（ホバリング試験）、着陸前に航空機の脚に替わるリフトジェットエンジンを空中で起動させるエンジン再起動試験まで進められたが、当時は空港周辺の騒音が社会問題となっており、VTOL機の研究開発は断念された。

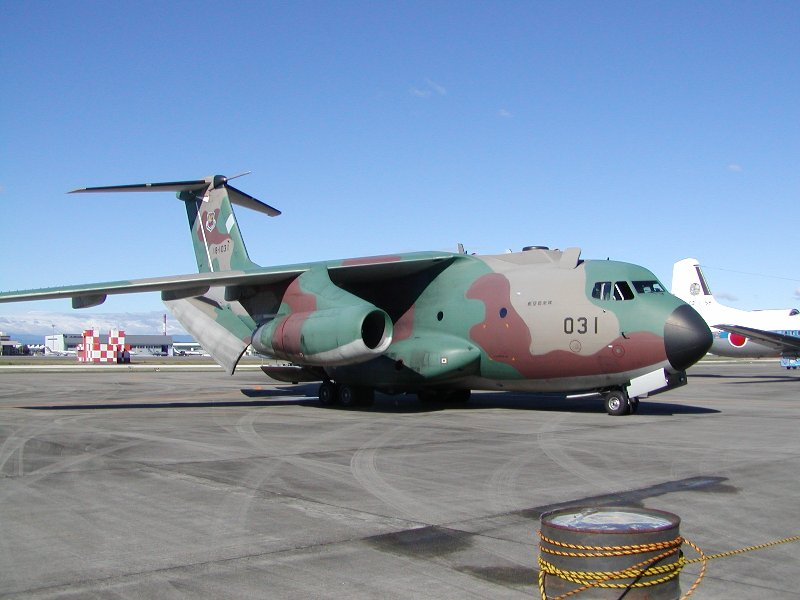
「飛鳥」のベース機であるC-1戦術輸送機

1975年（昭和50年）に航空技術審議会（現科学技術・学術審議会）の建議「我が国に適したSTOL輸送システムの具体的推進方策について」を受けて、具体的にSTOL技術の検討がなされた。昭和60年代以降に民間機の主力となると考えられた低騒音ファンジェットを使用したSTOL旅客機の開発に必要な技術を研究することを目的として、それまでに進めていた空力、構造、エンジン等の要素技術研究成果を基にSTOL機の詳細な検討がなされ、航空自衛隊のC-1輸送機をベースに、当時開発中だったFJR710エンジンを4基搭載したSTOL実験機を研究開発することが決定された。
1977年（昭和52年）には、航空宇宙技術研究所内に横断的組織として「STOLプロジェクト推進本部」が設置された。また、C-1輸送機の開発メーカである川崎重工業に関係機体メーカを横断的に組織する「STOL実験機開発チーム（NASTADT）」が発足し、STOL実験機の研究開発実施体制が整った。1978年（昭和53年）度からC-1の機体製造5社による開発が開始され、1979年（昭和54年）に川崎を主契約企業、三菱・富士・新明和工業・日飛を協力企業として、機体の試作が始まった。また、このSTOL実験機が国民から広く親しみを持ってもらうことを期待し、その愛称を日本全国の小中学生から募集したところ、4,563通の応募があり、その中から「飛鳥」が採用された。
「飛鳥」は1985年（昭和60年）10月28日に初飛行し、1989年（平成元年）3月まで、3年半の間に97回、計167時間10分の飛行実験を行なった。この間、同じUSB方式の高揚力装置を持つQSRA（関連PDF）の研究開発を行っていたNASAと国際共同研究を行い、相互の実験機の飛行性の評価を行った。この実験機はHUDやSCASなど、当時の最新技術が採用された。
研究成果を踏まえて量産化との期待もあったが、地方空港にも長い滑走路が整備されるようになったため、国策としてSTOL旅客機の開発の必然性が薄れたことや、STOL機は、開発技術力はあったとしても、個別機体開発ごとに多額の費用が掛かることが判明したため、実用化は見送られた（在来機は着陸時機首を下げると高度が下がり速度が上がるがSTOLは機首を下げると高度速度とも上る、高揚力時の揚心の後方移動など、特性が異なりSCASやFBWなど電子的補正が必要で開発費が掛かる）。ちなみにアメリカ空軍においても、同形式のSTOL輸送機としてYC-14が、いささか方法は異なるが同じくSTOL輸送機としてYC-15が競争試作されているが、いずれも高コストを理由に不採用に終わっている。現時点において同様の形式のSTOL機として実用化されているのはアントノフ設計局 An-72/74のみである。
プロジェクト終了後、「飛鳥」は岐阜県各務原市の岐阜かかみがはら航空宇宙博物館に展示されている。

## 機体

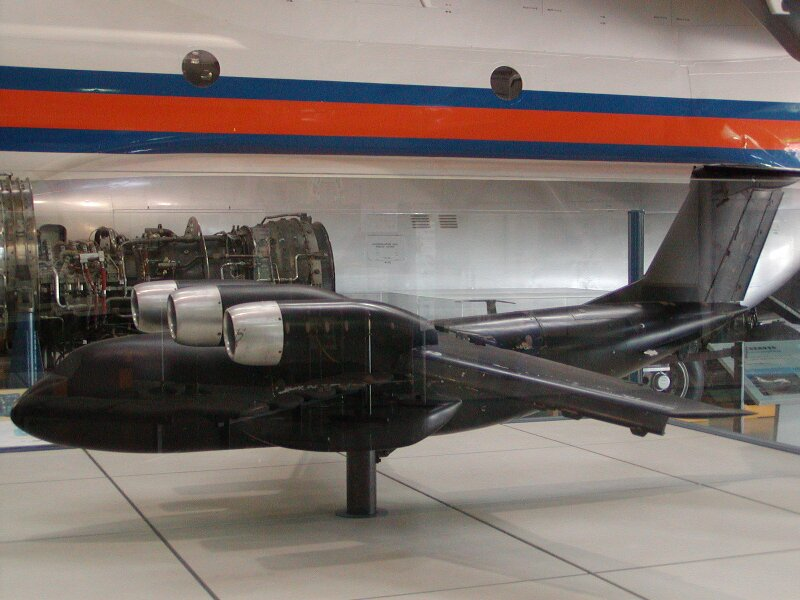
「飛鳥」の風洞模型

実験機である「飛鳥」はC-1輸送機をベースに新造し、NALが開発した日本初の低騒音ターボファンエンジン「FJR710」4発をUSB（Upper Surface Blowing）方式で搭載し、（コアンダ効果による揚力増加を得るために）主翼上面に排気口を主翼に接して搭載されている。
エンジン排気を主翼上面に流し、フラップを下方へ曲げることで大きな揚力を生み出してSTOL性を確保した。また、境界層制御のために主翼前縁および補助翼前縁から空気を噴き出している。
エンジン配置以外は、C-1とほぼ外形が同じであり、T字尾翼を有し、主脚は胴体脇のバルジに収納している。なおエンジンを主翼上面に配置する事は、地上への騒音低減効果もあった。

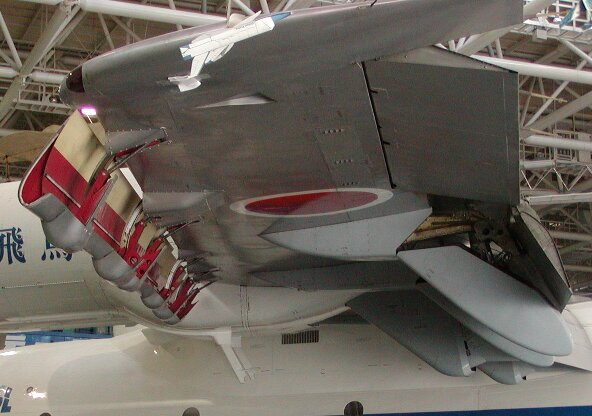
「飛鳥」主翼
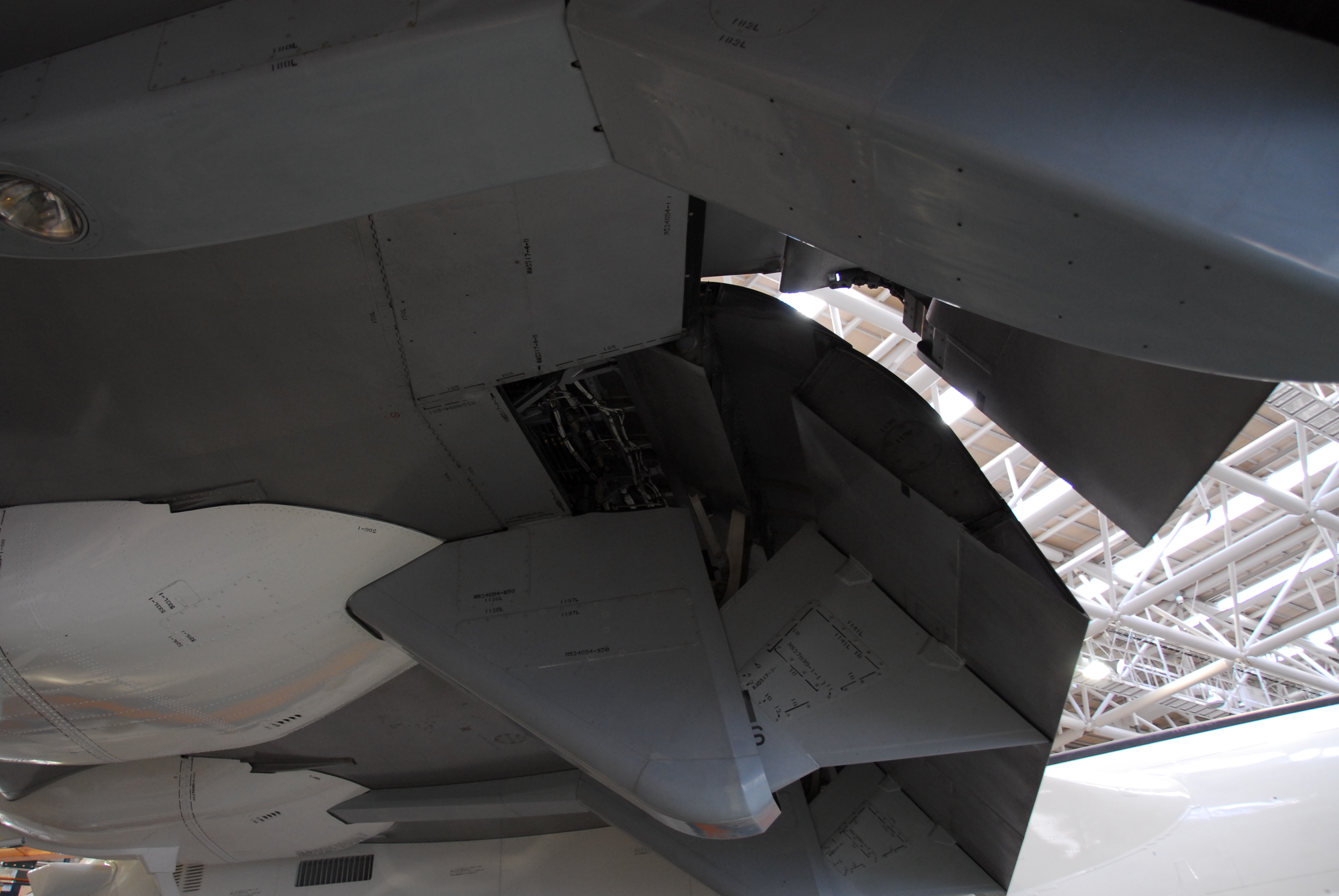
「飛鳥」主翼のフラップ
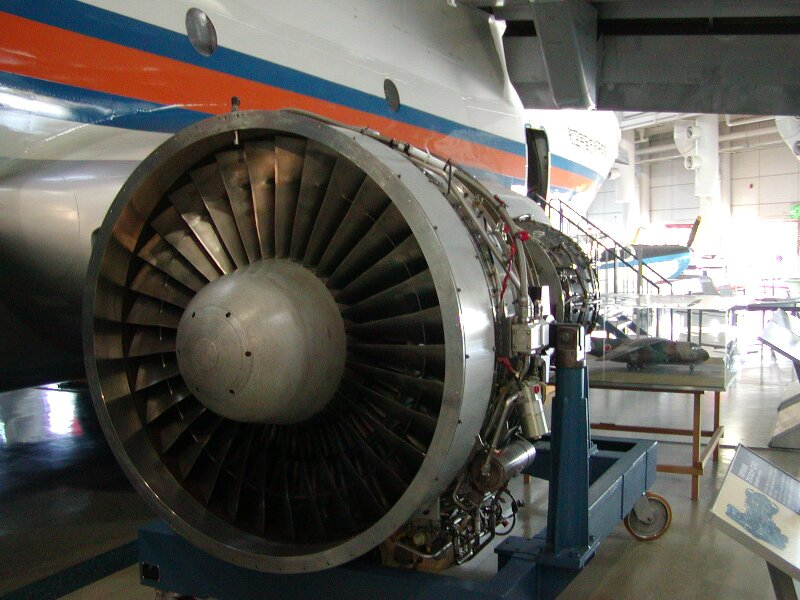
FJR710エンジン
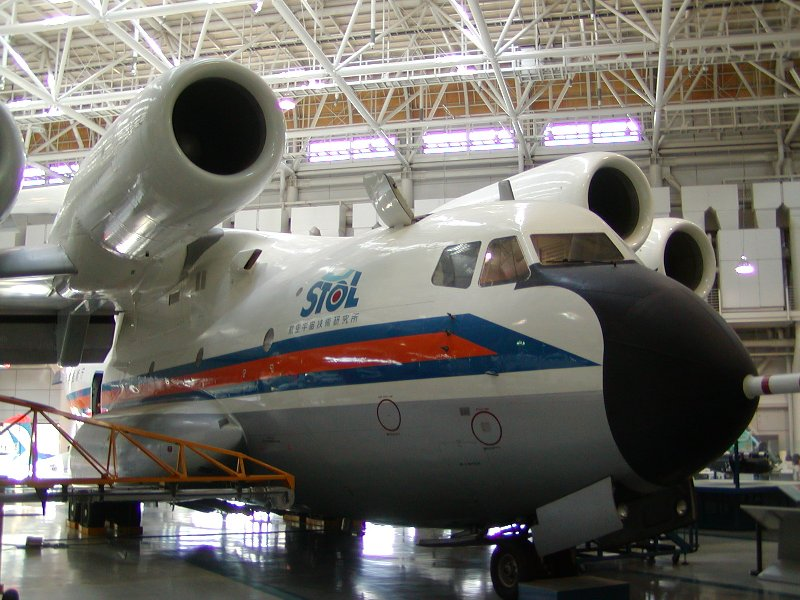
「飛鳥」機体前面

## スペック
- 全長 - 29.0m
- 全幅 - 30.6m
- 全高 - 10.2m
- 主翼面積 - 120.5m2
- 全備重量 - 38,700kg
- エンジン - FJR710/600S ×4
- 推力 - 4,290kg
- 最大速度 - 600km/h
- 航続距離 - 1,600km
- 着陸距離 - 480m